# Consolida lineolata
Consolida lineolata är en ranunkelväxtart som beskrevs av Hub.-mor. och C. Simon. Consolida lineolata ingår i släktet åkerriddarsporrar, och familjen ranunkelväxter. Inga underarter finns listade i Catalogue of Life.